# Wiesbaden-Westend
Westend – dzielnica Wiesbaden. Jest to najgęściej zaludniona dzielnica Wiesabden (25 tys. mieszk./km²).